# Оґленда
Оґленда (пол. Oględa) — село в Польщі, у гміні Пшасниш Пшасниського повіту Мазовецького воєводства.
Населення — 176 осіб (2011).
У 1975-1998 роках село належало до Остроленцького воєводства.

## Демографія
Демографічна структура станом на 31 березня 2011 року:
|          | Загалом | Допрацездатний вік | Працездатний вік | Постпрацездатний вік |
| -------- | ------- | ------------------ | ---------------- | -------------------- |
| Чоловіки | 89      | 16                 | 57               | 16                   |
| Жінки    | 87      | 24                 | 45               | 18                   |
| Разом    | 176     | 40                 | 102              | 34                   |